# Carretera Angeles Crest

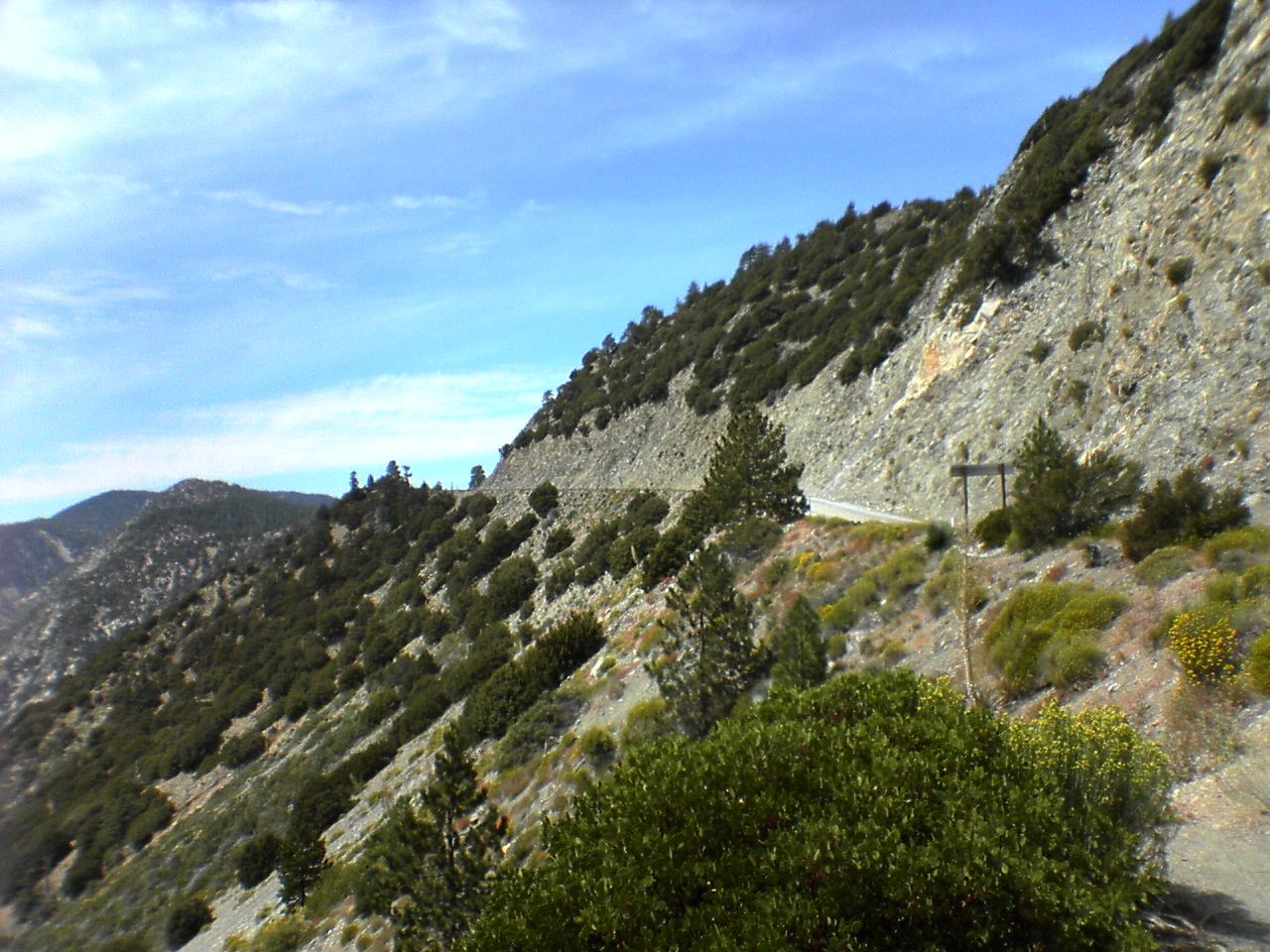
Angeles Crest Highway en el Bosque Nacional Ángeles.

La Carretera Ángeles Crest o Angeles Crest Highway es un segmento de carretera de dos carriles (cada carril en sentidos diferente) de la Ruta Estatal 2 en los Estados Unidos. La carretera es de 66 millas (106,2 km) en longitud, y tiene su extremo oeste en Foothill Boulevard en La Cañada Flintridge y su extremo este es la Ruta Estatal 138 al noreste de Wrightwood. Gran parte de la ruta pasa por terrenos montañosos al norte de la cuenca de  Los Ángeles.  La carretera pasa dentro del Bosque Nacional Ángeles en las Montañas de San Gabriel. Algunos de los segmentos de la carretera se encuentran a 7000 pies (2133,6 m) de altitud, con cumbres de hasta 7903 pies (2408,8 m) en Dawson Saddle, lo que la convierte en  una de las carreteras más altas en California.